# 東薈城美憬閣酒店

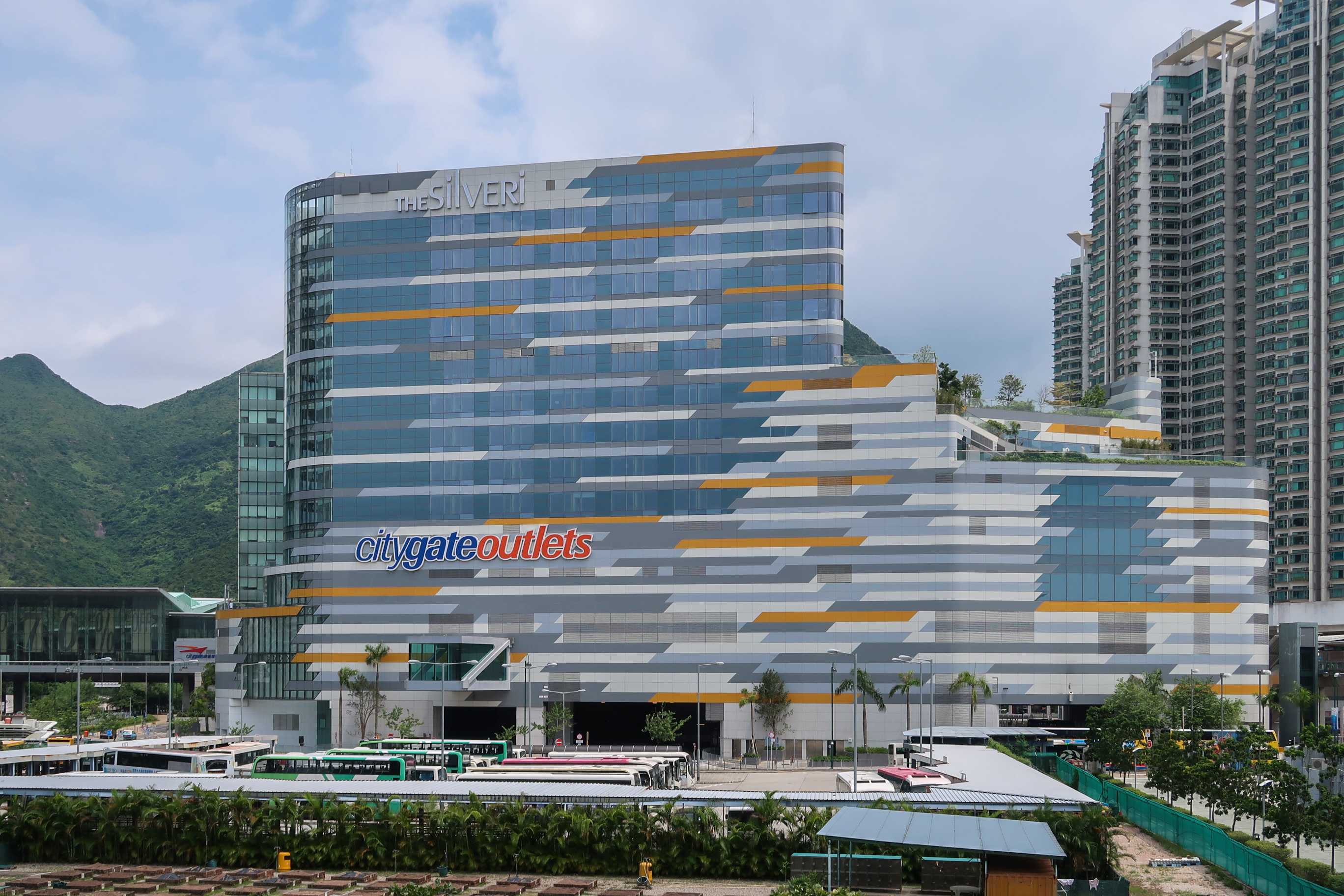
東薈城美憬閣酒店

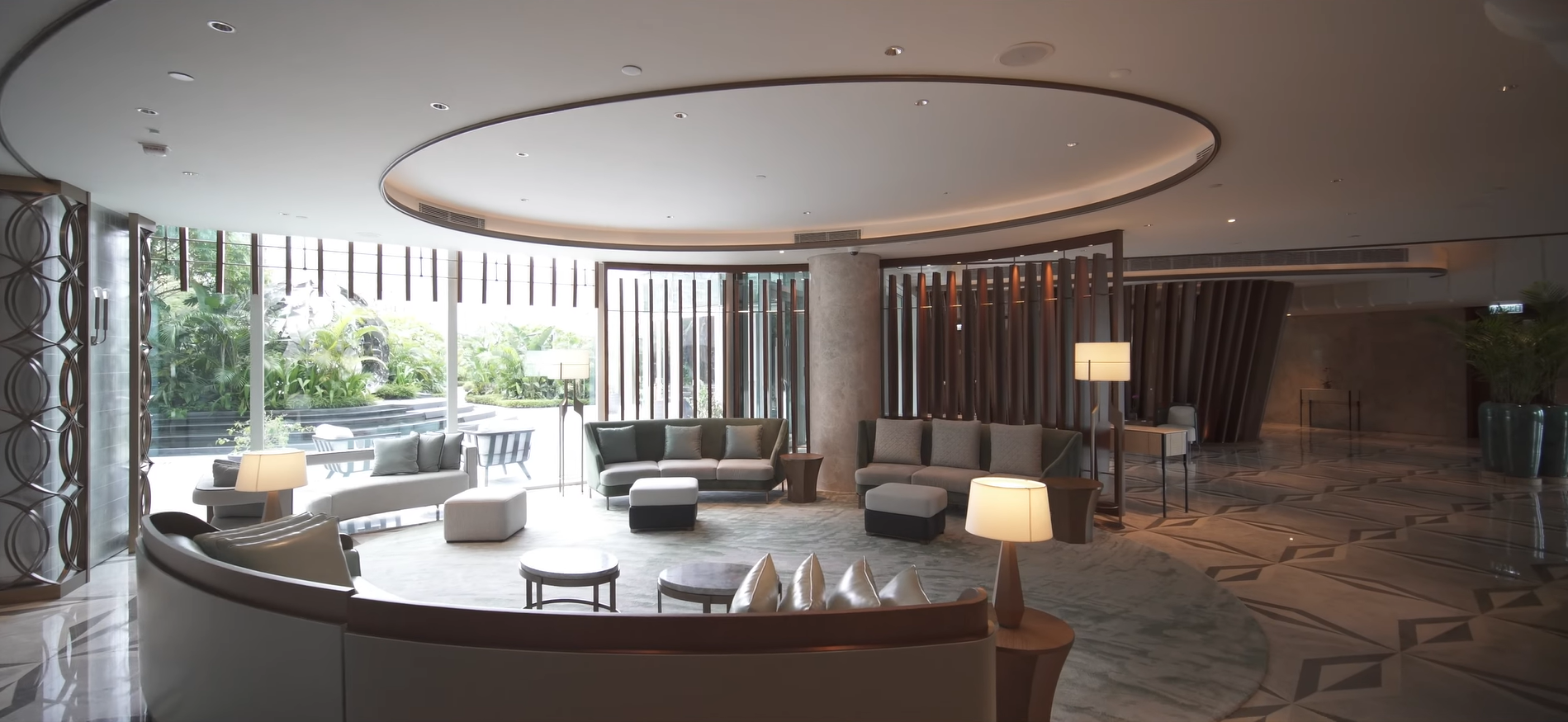
美憬閣酒店大堂

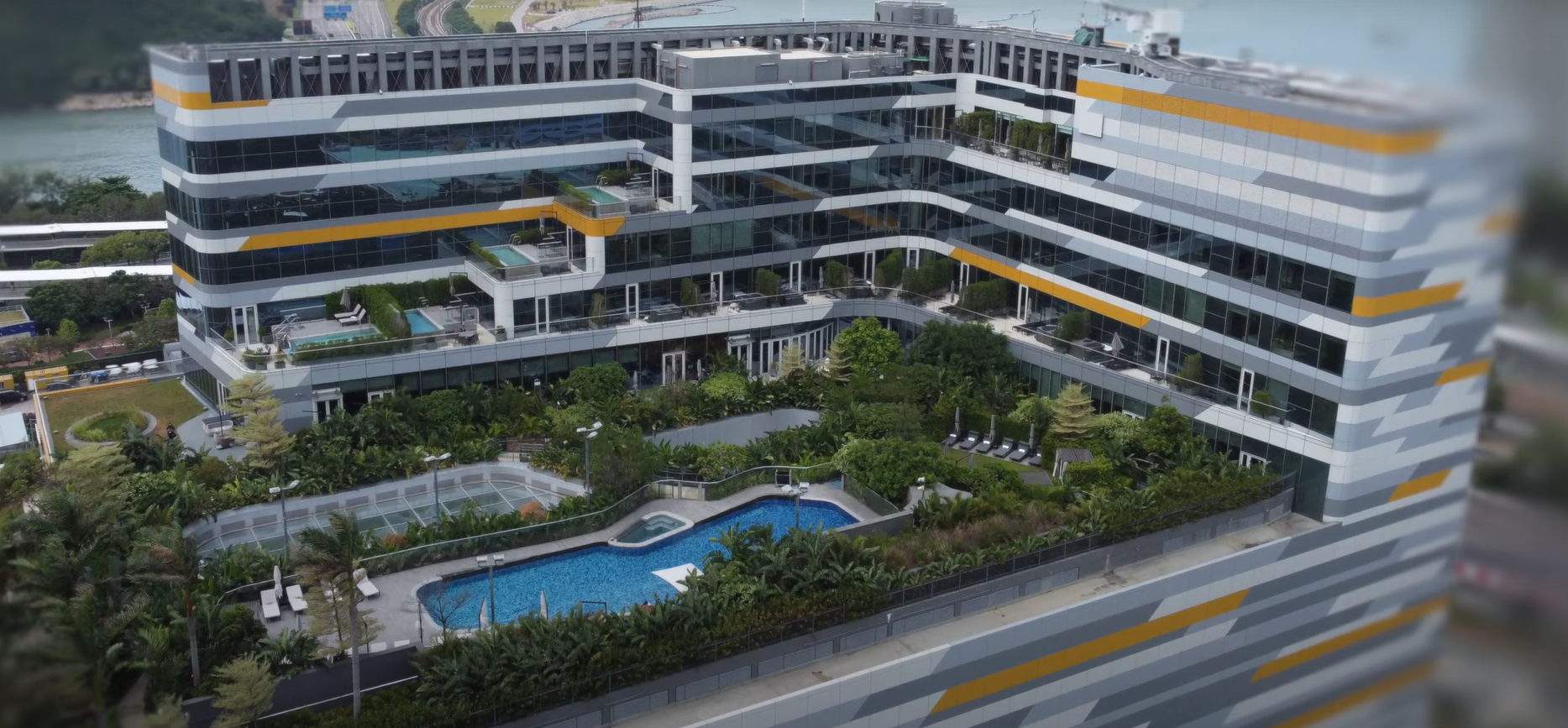
美憬閣酒店園林

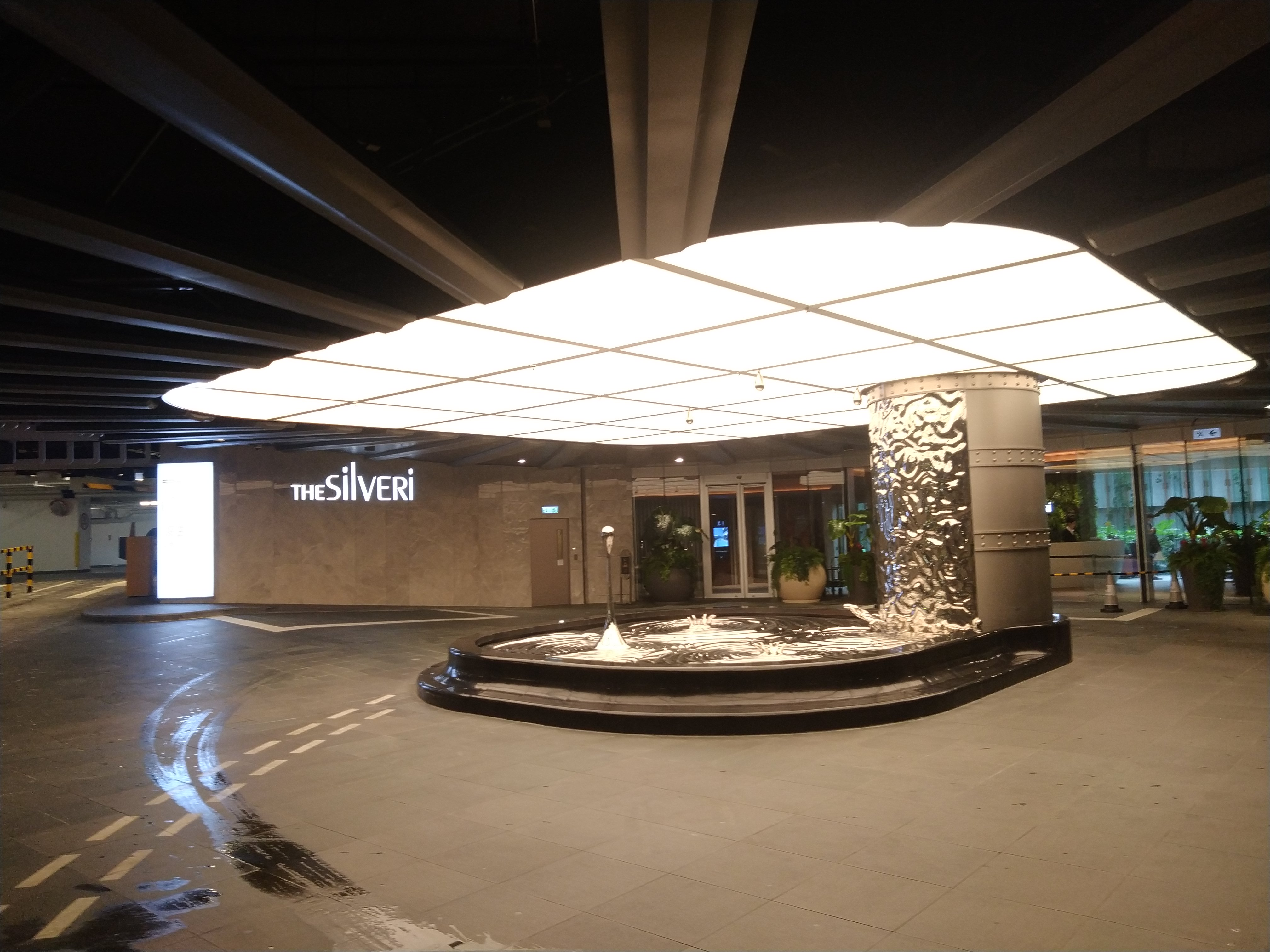
酒店B1層大堂（接近東薈城南面S1停車場入口）

香港銀樾美憬閣精選酒店（英語：The Silveri Hong Kong-MGallery）位處香港新界大嶼山東涌達東路20號，座落於東薈城擴建部份商場上蓋，酒店一共有12層，設有約200間客房，原計劃2020年首季開業。不過因受到2019冠状病毒病疫情影響，延遲到2022年5月開業。

## 設施
11樓頂層設專屬貴賓室（Executive Lounge），4樓設健身室和泳池，3樓設有小型花園及3間餐廳，分別為：
- THE ENCLAVE：提供歐陸料理和半自助餐。
- THE PAVILION：提供特色雞尾酒。
- FRESH：於2023年4月開業，提供優質意大利咖啡、新鮮出爐美點、沙冰、輕盈午餐及下午茶小食（開業時只供住客使用，2023年8月正式改為開放給公眾使用）。

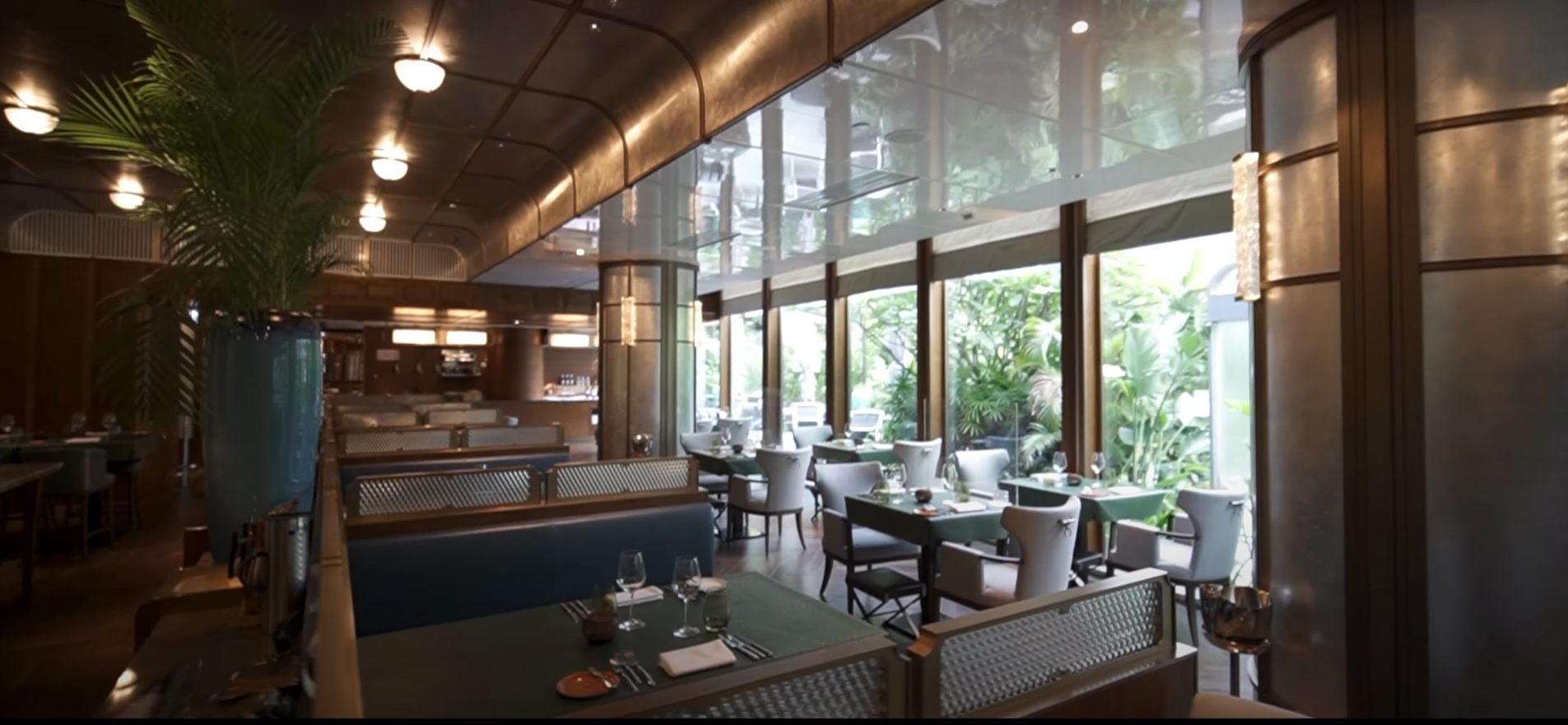
位於9樓（即酒店3樓）的半自助餐廳THE ENCLAVE
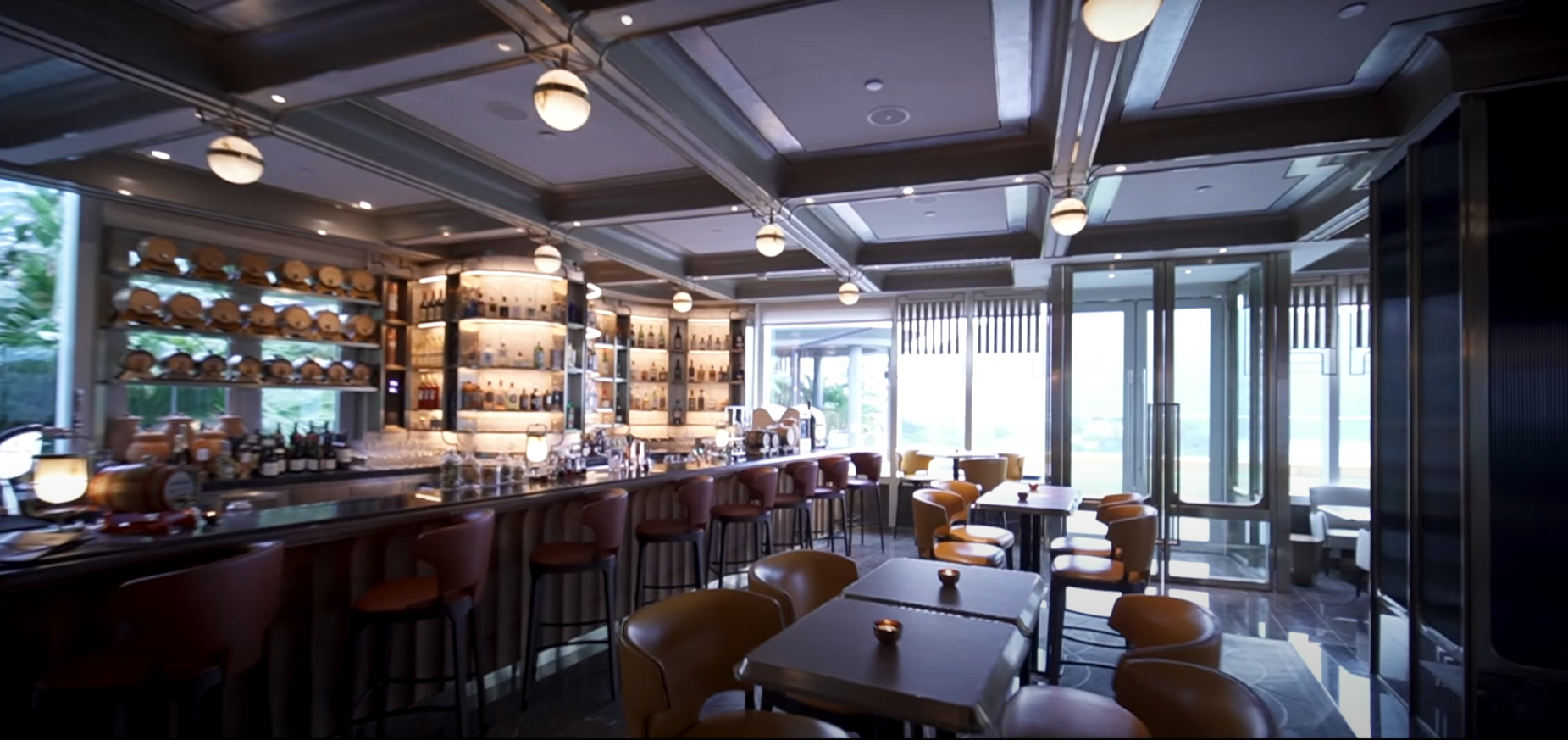
酒吧THE PAVILION

而酒店B1層有免費單程專車接送服務，行車通道引入了獨特的環保設計元素。另外，東薈城名店倉的3樓及7樓設有專屬入口，讓旅客乘搭升降機前往酒店。

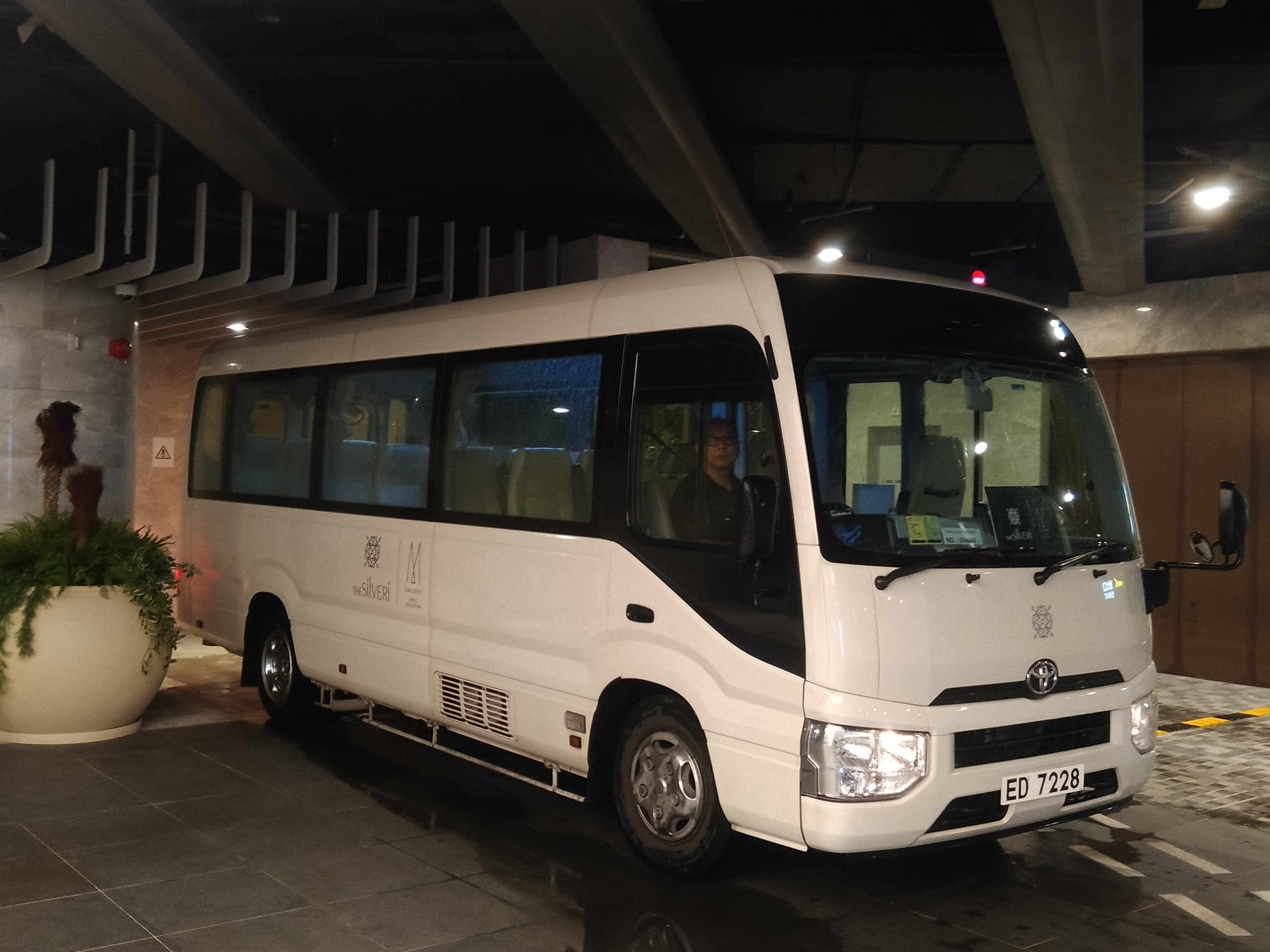
酒店穿梭巴士
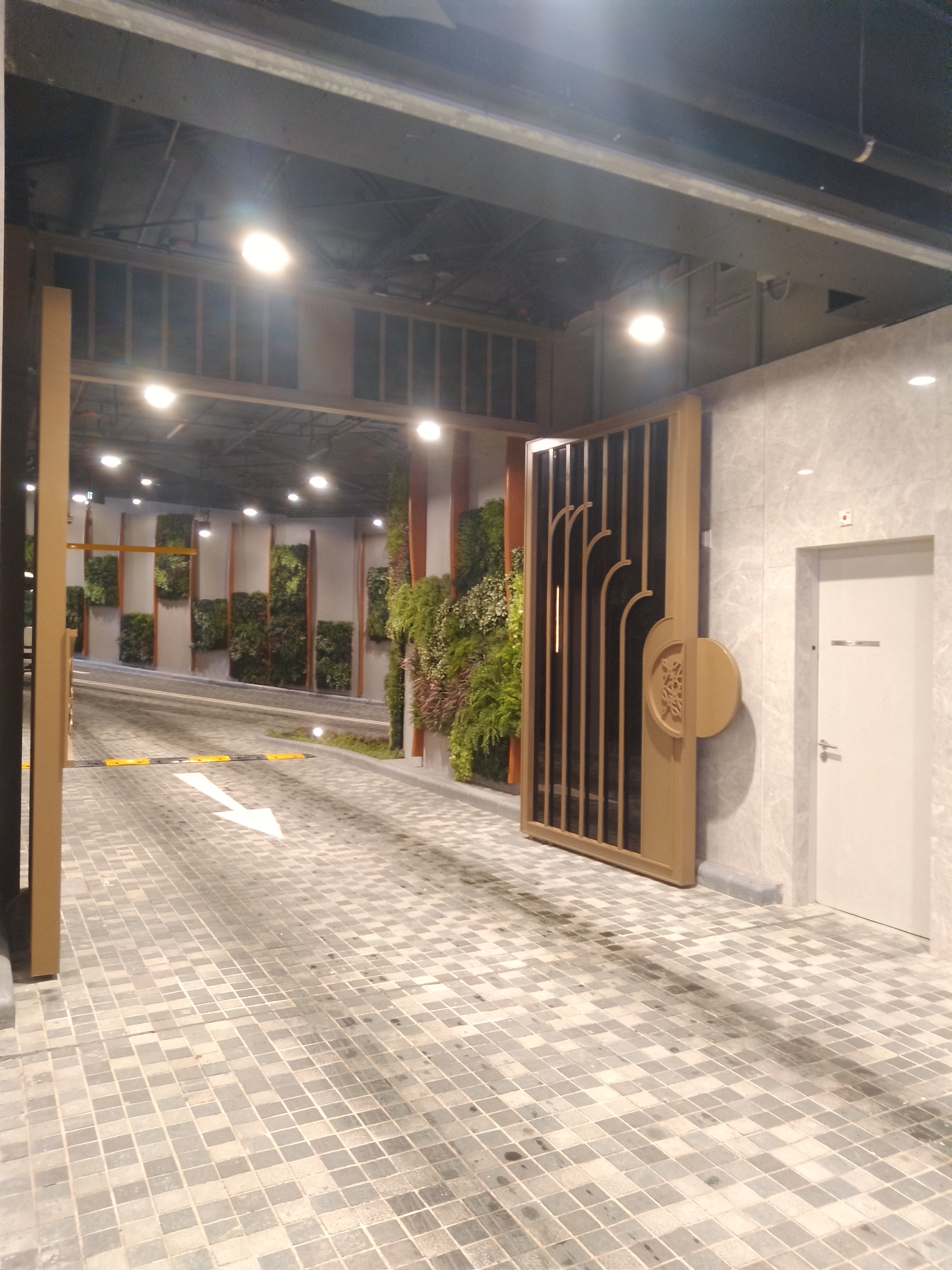
酒店行車閘門
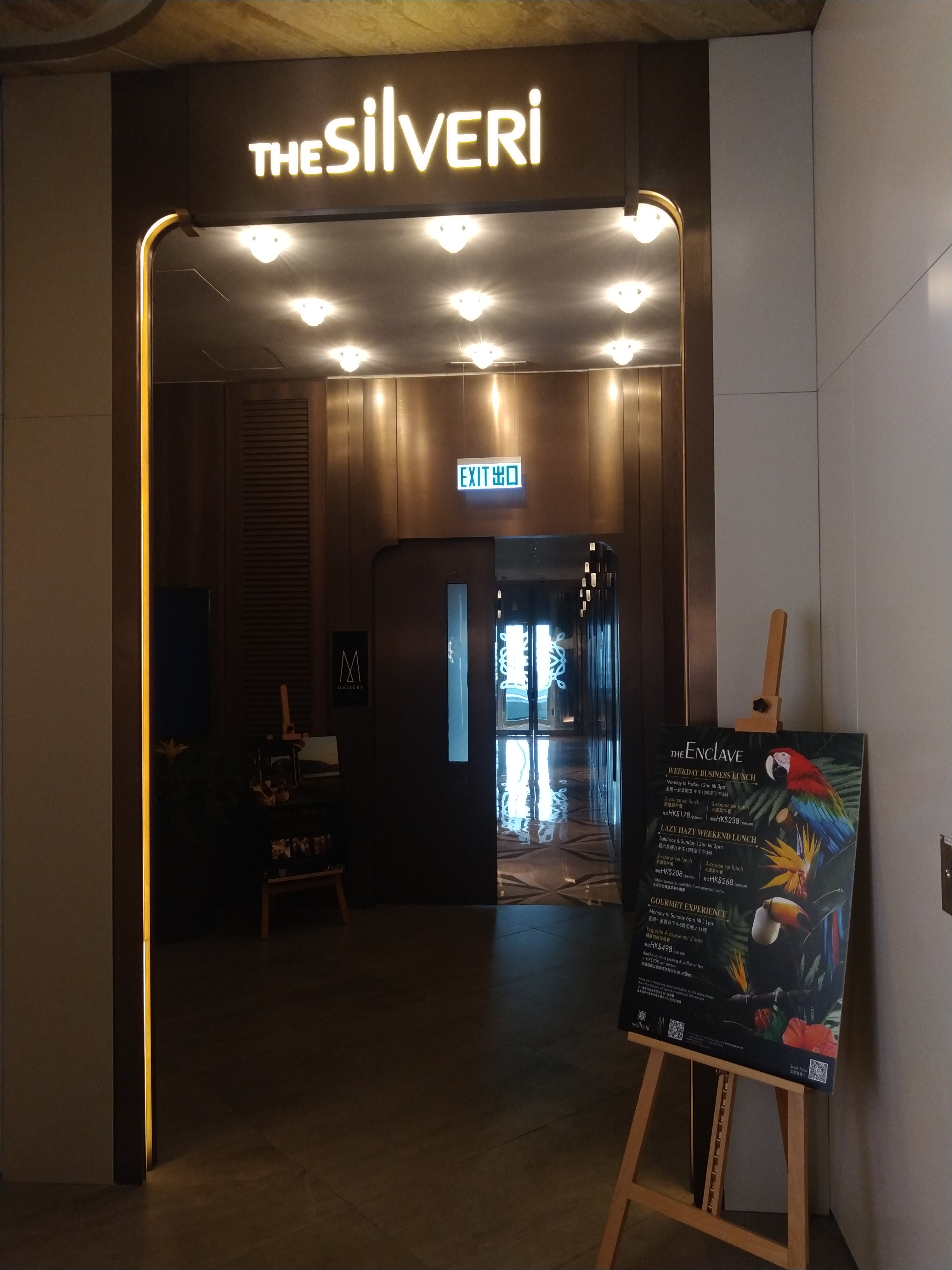
酒店3樓入口及升降機大堂

## 外部連結
官方網站 （页面存档备份，存于）